# دوري جزر المالديف لكرة القدم 2007
دوري جزر المالديف لكرة القدم 2007 هو موسم من [[دوري جزر المالديف لكرة القدم|دوري جزر المالديف لكرة القدم]] ‏. فاز فيه نادي فيكتوري.